# Autoroute A2 (Pays-Bas)
Pour les articles homonymes, voir Autoroute A2 et A2.

L'autoroute néerlandaise A2  (en néerlandais  Rijksweg 2) est une autoroute des Pays-Bas.
Elle relie la ville d'Amsterdam à la frontière belge au sud de Maastricht. Sur son parcours, on trouve les villes d'Utrecht, Bois-le-Duc, Eindhoven, Weert et Maastricht.
Cette autoroute passait à l'intérieur de la ville de Maastricht et prenait alors la numérotation N2. Cette section a été doublée en décembre 2016 par le tunnel Willem-Alexander (nl), d'une longueur de 2,5 km, qui assure la continuité autoroutière en souterrain.

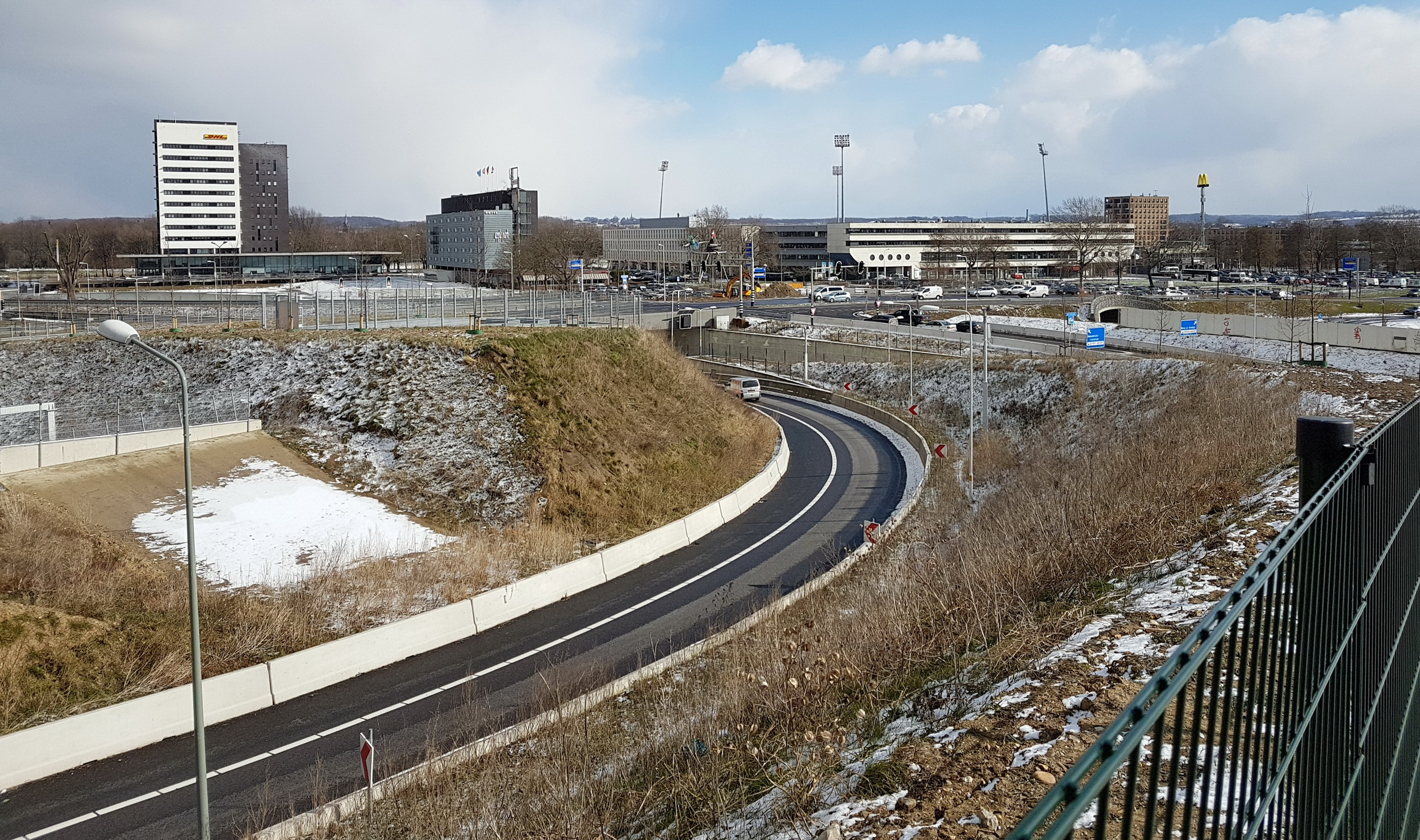
Entrée nord du tunnel Willem-Alexander à Maastricht.
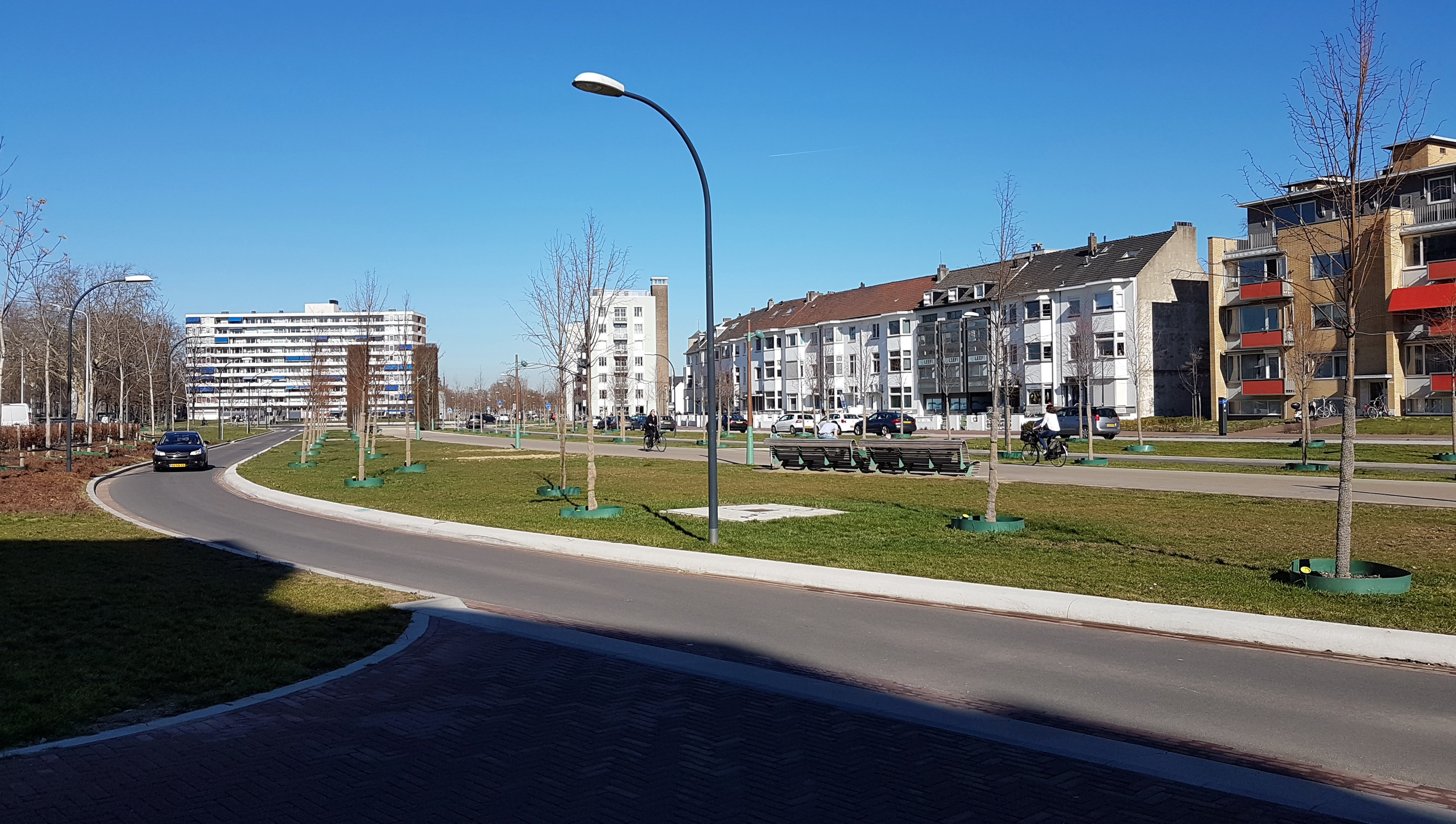
Oranjeplein en 2019 : le tunnel Willem-Alexander passe en dessous à droite.

Au sud, l'autoroute A2 est prolongée par l'autoroute belge  et se termine à Liège.